# الکس ایزکوسکی
الکس ایزکوسکی (انگلیسی: Alex Izykowski؛ زادهٔ january ۲۶, ۱۹۸۴ (۴۱ سال)) ورزشکار اسکیت سرعت اهل ایالات متحده آمریکا است.
وی در مسابقات کشوری و بین‌المللی در مجموع برندهٔ ۱ مدال برنز شده‌است.